# روبرت بغاردوس
روبرت بغاردوس هو سياسي أمريكي، ولد في 22 مايو 1771، وتوفي في 12 سبتمبر 1841. انتخب عضو جمعية ولاية نيويورك ‏ وانتخب عضو مجلس ولاية نيويورك ‏.